# Hans (voornaam)

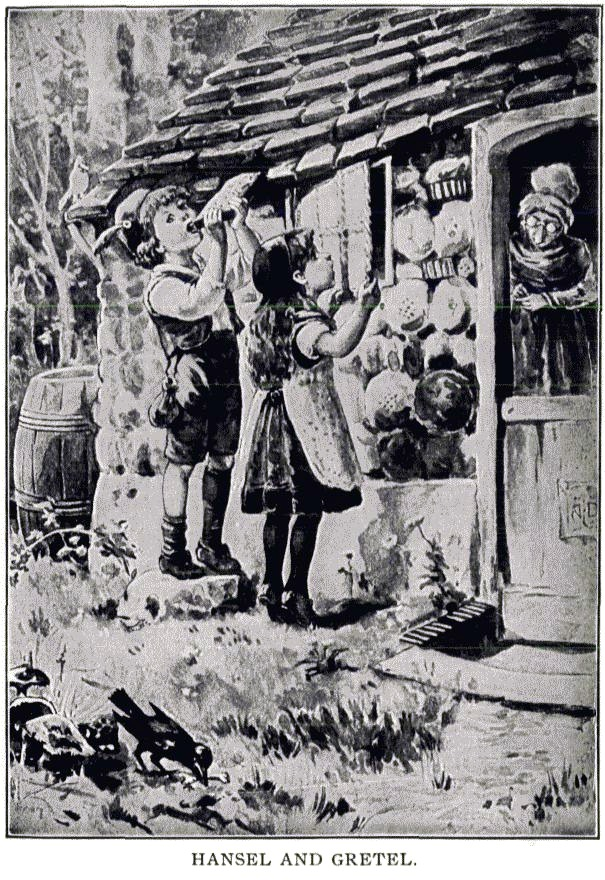
Hans en Grietje snoepen van het peperkoekhuisje

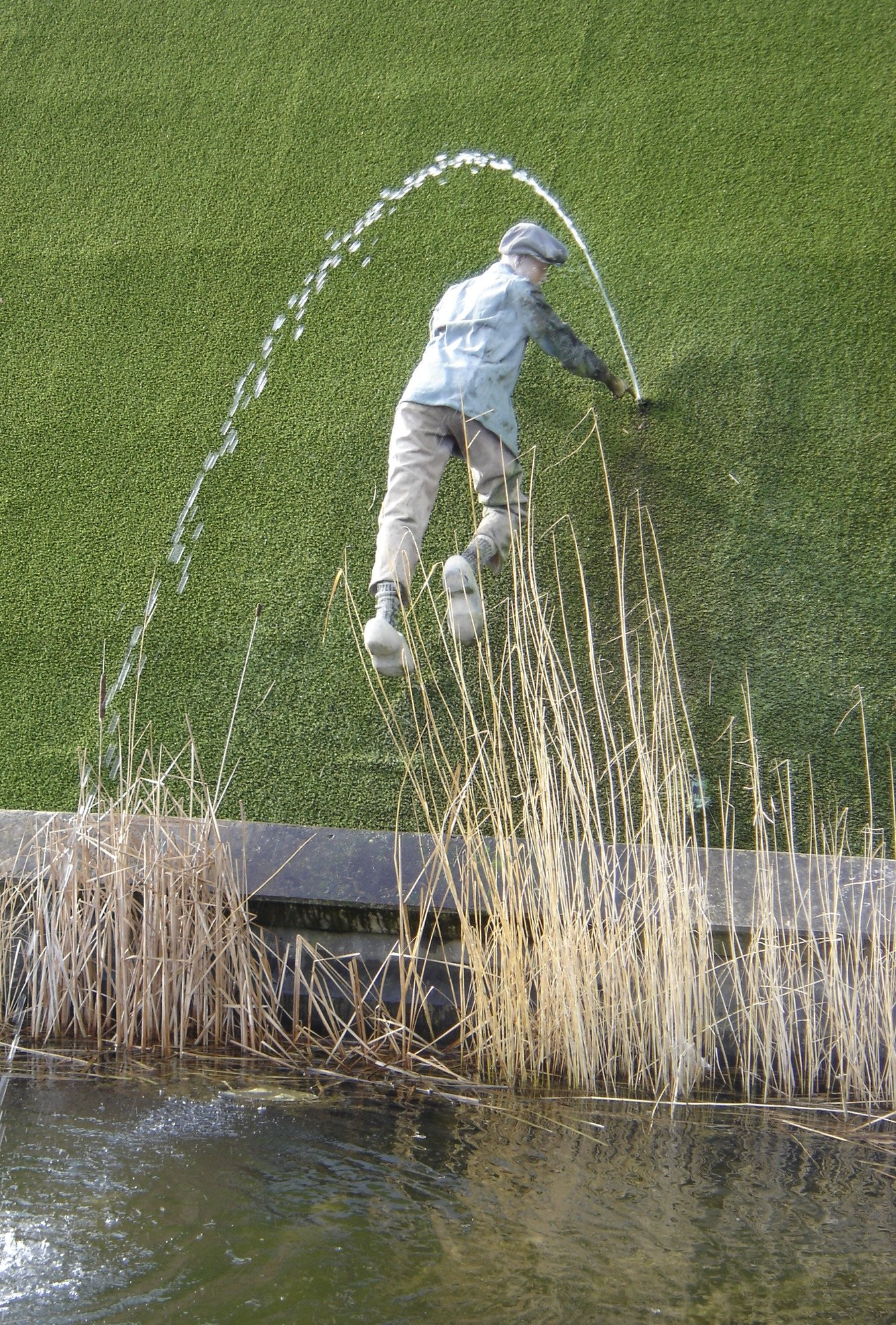
Hans Brinker dicht het gat in de dijk met zijn vinger. Madurodam, 2006.

Hans is een jongensnaam die in Nederland, Duitsland, Denemarken, Noorwegen, IJsland en Zweden veelal is afgeleid van Johannes dat "Jahweh is genadig, God welgevallig of de geliefde (Hebreeuws)" betekent. 
In Zweden, Duitsland, Denemarken, België en Nederland is Hans een op zichzelf staande naam. Oorspronkelijk was het een verkleinwoord, afgeleid van Johannes, zoals Klaartje een verkleinwoord is van Klara.
Het vroegste gedocumenteerde gebruik van de naam is in 1356 in Zweden, in 1360 in Noorwegen, en in de 14e eeuw in Denemarken.

## Variaties op Hans
- Han
- Hania
- Hank
- Hanko
- Hanna
- Hannes
- Hännes
- Hänneschen
- Hanns
- Hännschen
- Hannu
- Hansal
- Hansele
- Hanselmann
- Hanserl
- Hansi
- Hansje
- Hanske
- Hanso
- Henner
- Hennes
- Henning
- Hensal
- Honsa
- Jan
- Jannes
- Jo
- Joop
- Joha
- Johan
- Johann
- Lans
- Mans

"Hansel" (Duits voor Hänsel) is een variatie en betekent "Kleine Hans". Een andere variant is Hänschen. Deze komt voor in het Duitse gezegde "Was Hänschen nicht lernt, lernt Hans nimmer mehr," wat betekent: "Wat Hansje niet leert zal (grote) Hans nooit leren (je moet dingen in je jeugd leren)."

## Bekende naamdragers
- Hans van Denemarken, Deense koning, die Johannes werd gedoopt.
- Hans "Hasse" Alfredson, Zweeds auteur en filmregisseur.
- Hans Niels Andersen, Deens ondernemer en oprichter van EAC.
- Hans Blix, Zweeds diplomaat.
- Hans Adolph Brorson, Deense bisschop en hymneschrijver.
- Hans Brøchner, Deens filosoof
- Hans Egede Budtz, Deens acteur
- Hans Egede, Deens theoloog en apostel van Groenland.
- Hans Engell, Deens journalist en minister.
- Hans Fallada, Duits schrijver
- Hans-Dietrich Genscher, Duits politicus en minister van Buitenlandse Zaken.
- Hans Aabech (voetballer)
- Hans Andringa (beeldend kunstenaar)
- Hans Christian Andersen (schrijver)
- Hans Anker (advocaat)
- Hans Arp (beeldhouwer, schilder en dichter)
- Hans Asperger (Oostenrijkse kinderarts)
- Hans Böhm (schaker)
- Hans de Booij (zanger-componist)
- Hans Bouwmeester (schaker)
- Hans Bouman (drummer)
- Hans Brandts Buys (dirigent)
- Hans van Breukelen (voetballer)
- Hans Breukhoven (ondernemer)
- Hans van den Broek (politicus)
- Hans Gerhard Creutzfeldt (neuropatholoog)
- Hans Dagelet (acteur)
- Hans Devroe (schrijver)
- Hans Dijkstal (politicus)
- Hans Dorrestijn (cabaretier)
- Hans Dulfer (saxofonist)
- Hans Eijkenaar (muzikant)
- Hans Eijsvogel (sportverslaggever)
- Hans Grosheide (politicus)
- Hans Hoogervorst (politicus)
- Hans Hagen (schrijver)
- Hans Herbots (regisseur)
- Hans Janmaat (politicus)
- Hans Janssen (kunstenaar)
- Hans Janssen (politicus)
- Hans Kazàn (goochelaar)
- Hans Kesting (acteur)
- Hans Klok (illusionist)
- Hans Kraay jr. (televisiepresentator)
- Hans Kraay sr. (voetballer)
- Hans Kruize (hockeyer)
- Hans van der Laan (architect)
- Hans Liberg (cabaretier)
- Hans Linthorst Homan (politicus)
- Hans van Manen (balletdanser-choreograaf)
- Hans Memling (schilder)
- Hans Meyer (voetballer)
- Hans van Mierlo (politicus)
- Hans Mulders (goochelaar)
- Hans van Norden (schilder)
- Hans Otjes (acteur-komiek)
- Hans Otten (radiopresentator)
- Hans Ruf jr. (journalist en tekstschrijver)
- Hans Schiffers (presentator)
- Hans Scholl (verzetsstrijder)
- Hans Sibbel (cabaretier)
- Hans Siepel (schrijver)
- Hans Smit (presentator)
- Hans Spaan (motorcoureur)
- Hans Stacey (vrachtwagencoureur)
- Hans Teeuwen (cabaretier)
- Hans van der Togt (televisiepresentator)
- Hans van Tol (zanger-componist)
- Hans Veerman (acteur)
- Hans Wap (beeldend kunstenaar)
- Hans Warren (schrijver)
- Hans Wiegel (politicus)
- Hans Wijers (politicus)
- Hans van Willigenburg (televisiepresentator)
- Hans van Zetten (sportverslaggever)
- Hans van Zon (seriemoordenaar)